# Podocesus capriviensis
Podocesus capriviensis is een keversoort uit de familie glanzende bloemkevers (Phalacridae). De wetenschappelijke naam van de soort werd in 1998 gepubliceerd door Lyubarsky.